# 维基百科与俄罗斯入侵乌克兰
2022年俄罗斯入侵乌克兰被各语言的维基百科持续不断地记载，受到媒体和政府的广泛关注。

## 概况
由于担心俄罗斯当局会封锁维基百科，俄语维基百科的副本被大量下载，其中Kiwix服务器2022年2月底至3月初的下载量多来自俄罗斯，下载流量从2021年的2%暴涨到2022年3月的42%，1月到3月间的下载量激增4000%，3月前两周录得的下载量高达105,889次。
2022年3月1日，俄语维基百科社群贴出俄罗斯联邦通信、信息技术和大众传媒监督局的威胁，显示该机构以记载俄罗斯入侵的条目存在“大量俄军士兵及乌克兰儿童死伤”的“不实信息”为由，扬言封锁网站。3月16日，俄罗斯新闻社、俄罗斯联邦宪法法院、俄罗斯联邦最高法院与俄罗斯联邦最高仲裁法院于2009年共同成立的俄罗斯法律和司法信息局发表了俄罗斯联邦公民院信息社会、媒体与大众传播发展委员会副主席亚历山大·马尔克维奇（Alexander Malkevich）的文章，称俄语与其他语言的维基百科正成为“反俄信息战的桥头堡”，表示执法部门已经认定了13位以“政治动机编辑”维基百科条目的人士，以及3万位“参与反俄信息战”的博客主。据《新报》报道，与寡头叶夫根尼·普里戈任关系密切的亲克里姆林宫人士正积极人肉搜索“反俄信息战的协调者”，其中就包括维基百科的编辑。该报还表示联邦警卫局下辖的俄罗斯通讯特勤局正在条目中加入亲克宫的宣传内容。3月31日，联邦通信、信息技术和大众传媒监督局向维基百科下发最后通牒，要求移除所有关于俄罗斯入侵的“不实消息”，否则就要罚款400万卢布（约合4.9万美金）。
2022年4月，欧盟对抗假消息组织发现四个亲俄罗斯的假新闻媒体被各版本维基百科的625篇条目引用，其中俄语维基百科引用最多，有136篇，其次为阿拉伯语（70篇）、西班牙語（52篇）、葡萄牙语（45篇）、越南语（32篇）。英语维基百科移除了大多数有关参考资料。
在白俄罗斯，俄语维基百科编辑马克·伯恩斯坦因编辑俄罗斯入侵行动的条目被人肉搜索，最终被当局逮捕。
由於維基媒體基金會拒絕刪除與俄羅斯入侵烏克蘭有關的條目和信息，莫斯科一家法院判處維基媒體基金會必須繳納500万卢布的罰款。2022年6月6日，维基媒体基金会提出上诉。2022年11月1日，由於維基媒體基金會拒絕刪除俄羅斯入侵烏克蘭的相關條目，遭俄羅斯地方法院開罰200萬盧布。

## 反响
格魯吉亞語維基百科给维基百科图标换上了乌克兰国旗的颜色。
2022年3月1日，维基媒体基金会发表声明，呼吁“保持对自由、开放知识的访问”、“以直接和平的方式解决冲突”。